# Ácido cólico
O ácido cólico, também conhecido como ácido 3α,7α,12α-trihidroxi-5β-colan-24-oico é um ácido biliar primário que é insolúvel em água (solúvel em álcool e ácido acético), é uma substância cristalina branca. Os sais do ácido cólico são chamados de colatos. O ácido cólico, junto com o ácido quenodeoxicólico, é um dos dois principais ácidos biliares produzidos pelo fígado, onde é sintetizado a partir do colesterol. Esses dois ácidos biliares principais são aproximadamente iguais em concentração em humanos. Os derivados são feitos de colil-CoA, que troca sua CoA com glicina ou taurina, produzindo ácido glicocólico e taurocólico, respectivamente.
O ácido cólico diminui a regulação do colesterol-7-α-hidroxilase (etapa limitadora da taxa na síntese do ácido biliar) e o colesterol faz o oposto. É por isso que o ácido quenodeoxicólico, e não o ácido cólico, pode ser usado para tratar cálculos biliares (porque a diminuição da síntese de ácido biliar supersaturaria os cálculos ainda mais).
O ácido cólico e o ácido quenodeoxicólico são os ácidos biliares humanos mais importantes. Outras espécies podem sintetizar diferentes ácidos biliares como seus ácidos biliares primários predominantes.